# Gâteau frits de crevettes

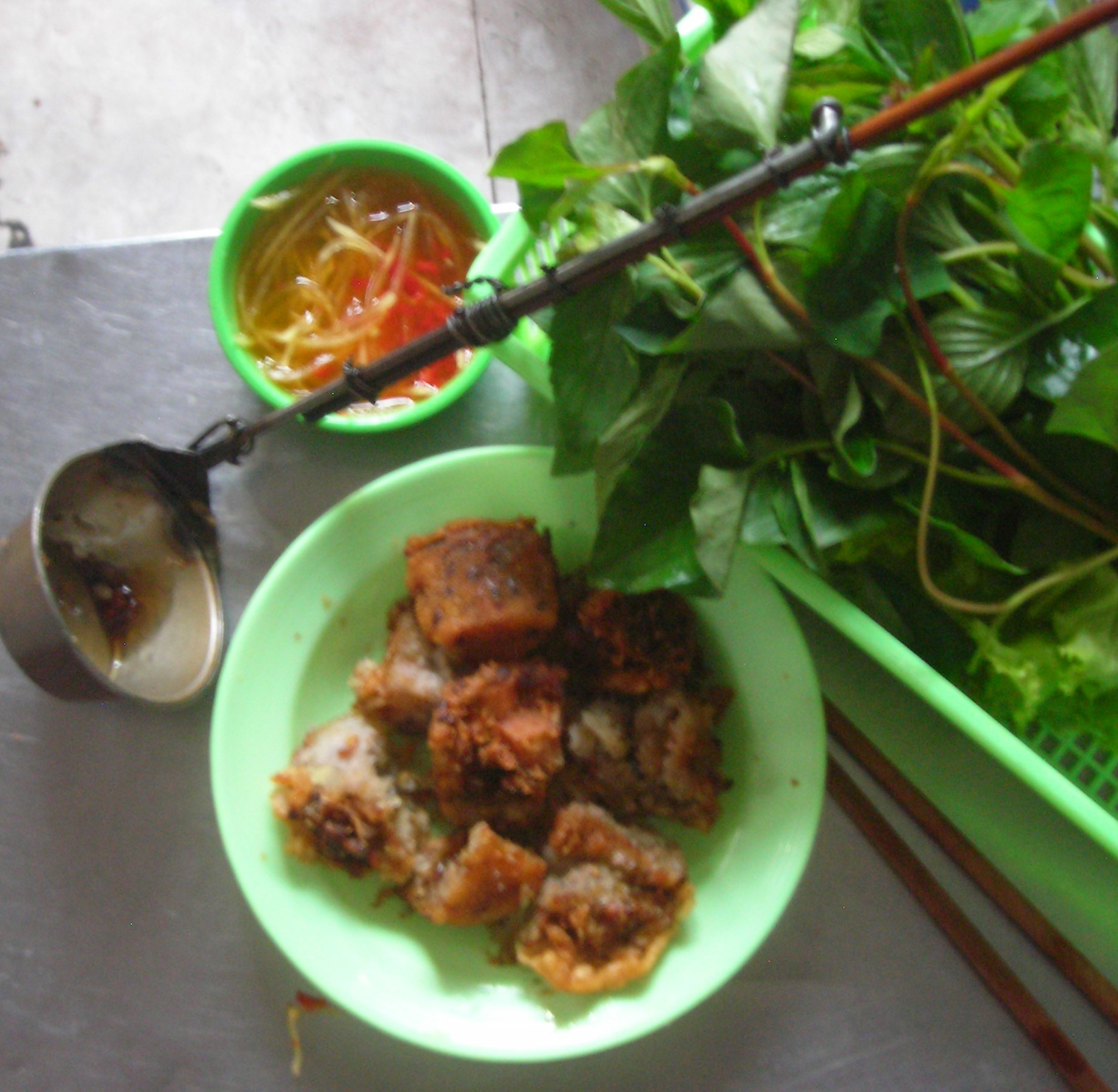
Le gâteau frits de crevettes servi à Ho Chi Minh Ville.

Le gâteau frits de crevettes (khmer : នំកំប៉ុង, nom kapong; vietnamien : bánh cống) est un amuse-bouche créé par l'ethnie khmer krom du Vietnam. 
C'est dans la région du delta du Mékong que se trouve le lieu d'origine de cette spécialité de beignet cuit dans un godet à manche longue, surtout au marché du hameau Đại Tâm du district Mỹ Xuyên de Sóc Trăng. Il est consommé aussi bien au Cambodge qu'au Vietnam.

## Description

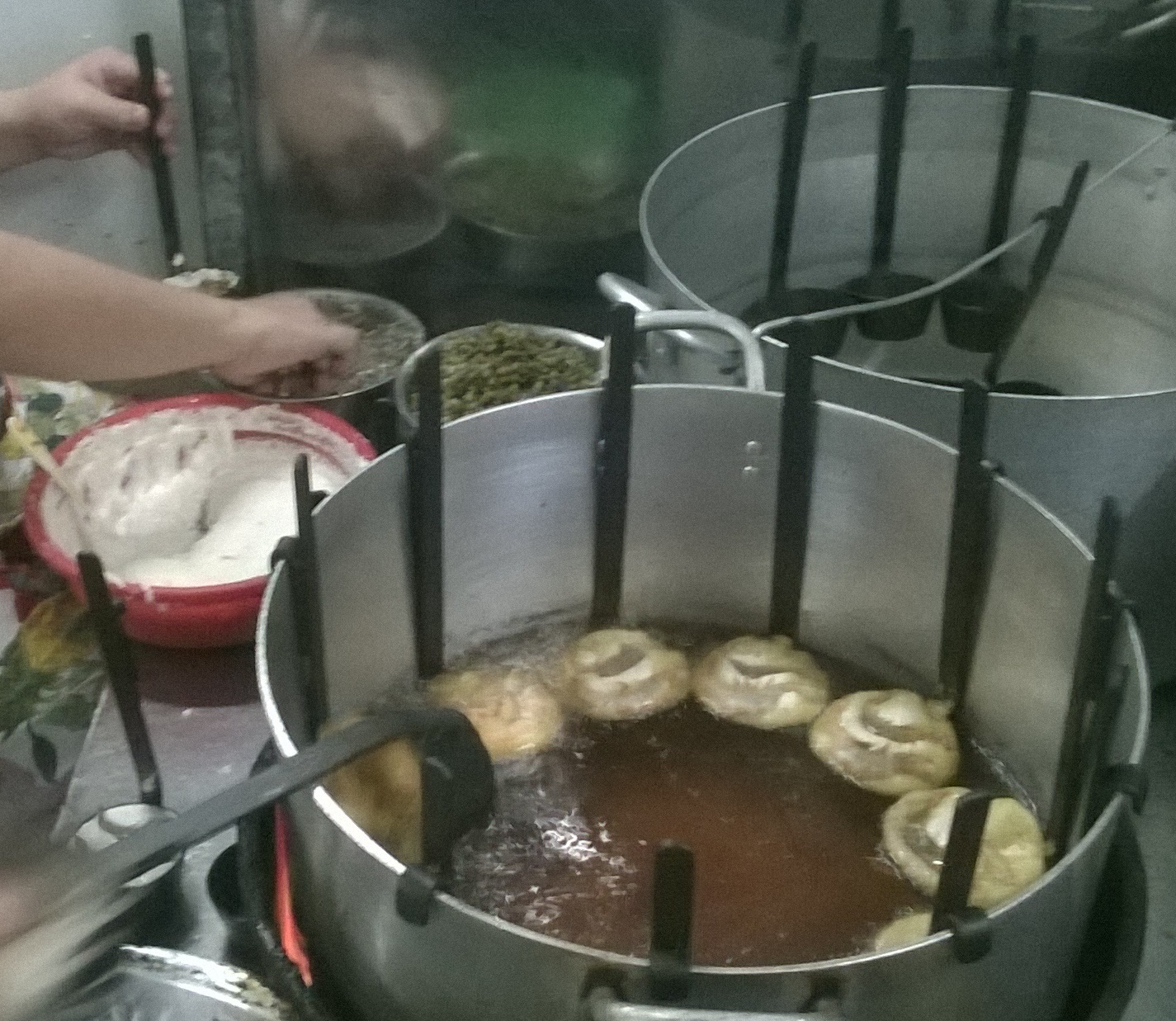
Préparation et friture de gâteau frits de crevettes dans les godets à long manche à Cần Thơ.

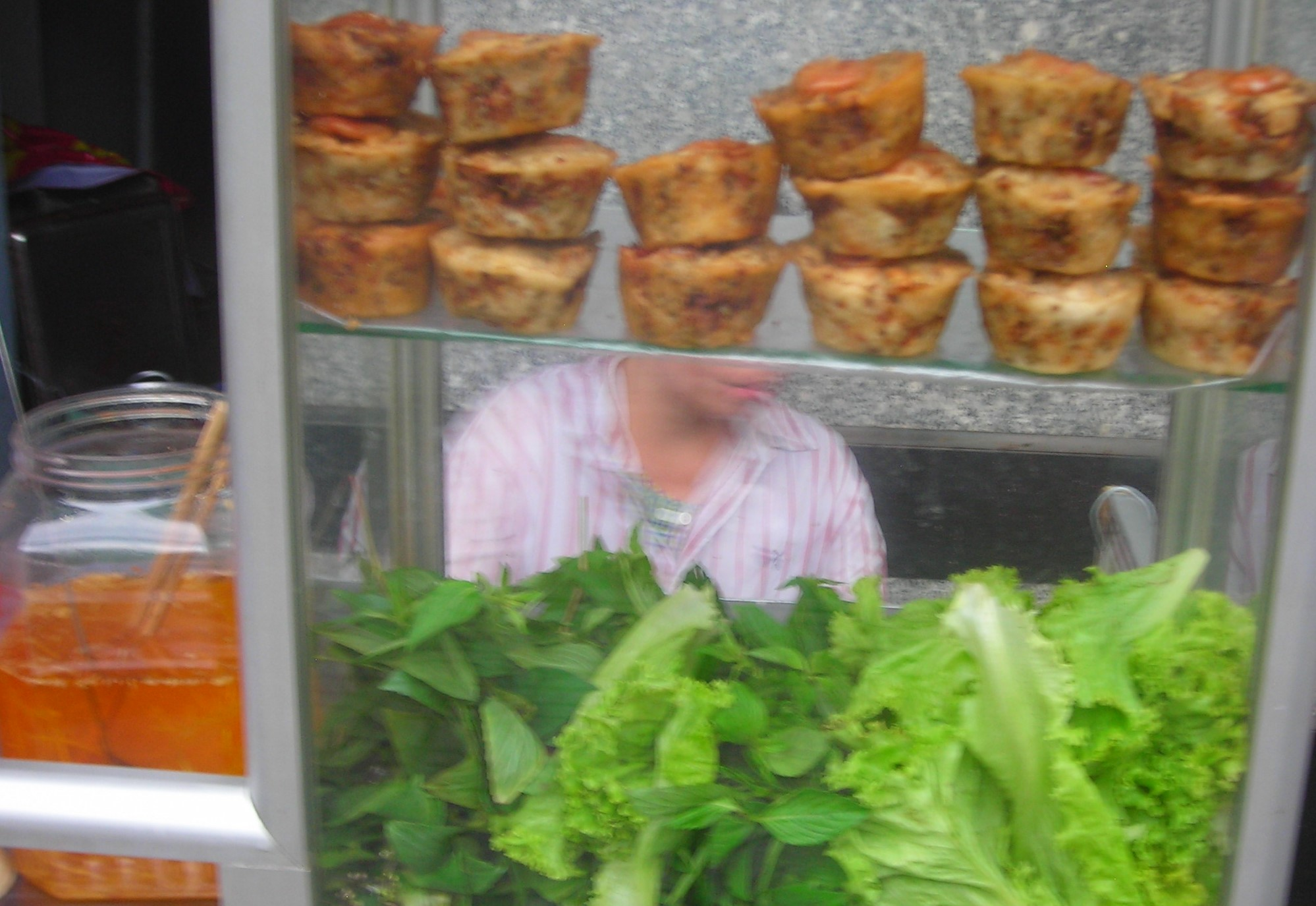
Vitrine d'une gargote servant des gâteau frits de crevettes accompagnés de salade à Hô-Chi-Minh-Ville.

Le gâteau frits de crevettes est préparé avec une pâte liquide de farine de riz, de lait de coco, sauce de poisson, poivre de Kampot, sucre de palme, de haricots mungo cuits, de taro cuit ou de jicama, de viande de porc haché, d'échalote, d'ail et de crevettes entières. On place toute la garniture dans le kapong (un godet métallique à long manche) et on dépose une crevette dessus. On fait frire dans l'huile chaude. On savoure les beignets tout chauds et croustillants en les enroulant dans des feuilles de chou (cultivés dans la région de Đại Tâm, Mỹ Xuyên) ou de salade, de l'oseille et des herbes aromatiques (menthe, Persicaria odorata, Houttuynia cordata, basilic thaï, Piper sarmentosum). On trempe le tout dans la sauce de poisson au sucre de palme, citron et gousses d'ail hachées teuk trey pha'em.